# Pierścień nilpotentny
Pierścień nilpotentny – pierścień o tej własności, że każdy jego element przemnożony przez siebie pewną skończoną liczbę razy daje zero pierścienia. Formalnie, pierścień P nazywany jest nilpotentnym, gdy dla każdego a∈P istnieje liczba naturalna n taka, że an=0.